# Karina Habšudová
Karina Habšudová (Bojnice, Checoslovaquia, 2 de agosto de 1973) es una extenista eslovaca, llegó a ser Top 10 del ranking de la WTA en febrero de 1997.